# Anoushka Shankar
Pour les articles homonymes, voir Shankar.
Anoushka hemangini Shankar (en bengali : অনুস্কা শঙ্কর) est une auteure-compositrice-interprète et sitariste indienne, née le 9 juin 1981 à Londres (Angleterre),,. Elle est la fille de Ravi Shankar et la sœur de Norah Jones.

## Biographie

### Jeunesse
Anoushka Shankar, née le 9 juin 1981, à Londres en Angleterre, est issue d'une famille bengalie/tamoule hindouiste. Elle est la fille du célèbre musicien Ravi Shankar et de Sukanya Rajan. Elle est la demi-sœur paternelle de la chanteuse américaine Norah Jones et de Shubhendra "Shubho" Shankar, décédé en 1992. Elle devient l'élève de son père, qu'elle accompagne dans ses tournées, et dont elle écrit une biographie,.
Durant son adolescence, elle vit à Encinitas, en Californie, aux États-Unis où elle étudie au lycée académique de San Dieguito. En 1999, diplômée avec mention, elle décide de poursuivre une carrière de musicienne plutôt que de fréquenter l'université.

### Carrière
Anoushka Shankar se produit en public pour la première fois à treize ans, à New Delhi. Ses débuts discographiques se font avec l'album Anoushka sorti en 1998, composé de ragas adaptés par son père.
En 2000 son deuxième album, Anourag est aussi composé de ragas que Ravi Shankar adapte pour elle. Il participe également à l'album, donnant lieu à un duo de sitar entre lui et sa fille. En 2000, son album Live at Carnegie Hall est nommé aux Grammy Awards en 2003 dans la catégorie world music. Le 29 novembre 2002, Anoushka Shankar participe au Concert for George donné au Royal Albert Hall à Londres en hommage à George Harrison.
Elle collabore avec de nombreux artistes de renommée internationale : Sting, Madonna, Nina Simone, Buika, Jean-Pierre Rampal, Joshua Bell, Herbie Hancock, Lenny Kravitz, Elton John, Peter Gabriel, James Taylor ou Thievery Corporation... avant de s'étonner d'elle-même avec Rise en 2005. Cet album se situe dans le courant world fusion et vaut à Anoushka Shankar une nomination aux Grammy Awards. Elle est également la première femme indienne à se produire lors de la prestigieuse cérémonie. Aidée par le pionnier du courant asian vibes Karsh Kale - soit de l'electro à la mode indo-anglaise - Anoushka Shankar revient sur le terrain de l'expérimentation avec Breathing Under Water en 2007.
Elle revient en 2011 avec un projet qui lui tient particulièrement à cœur. Traveller voit se rencontrer musiciens indiens et de flamenco, pour mettre en évidence les liens entre les deux traditions. Le flamenco étant né des gitans, eux-mêmes descendants de populations nomades venues du Rajahstan, il est tentant d'explorer cette hypothèse. Ce disque lui vaut une nomination aux Songlines Music Award en 2012.
Anoushka Shankar sort en 2013 l'album Traces of You, produit par Nitin Sawhney, en rendant hommage à son père, décédé à l'âge de 92 ans,. Sur ce disque, elle chante en duo avec sa demi-sœur Norah Jones qui est présente sur trois chansons, dont celles d'ouverture et de fin,.

## Vie privée
Anoushka Shankar vit partagée entre les États-Unis, le Royaume-Uni et l'Inde. En octobre 2010, elle épouse le réalisateur britannique Joe Wright, et leur premier enfant, Zubin Shankar Wright, naît le 22 février 2011.

## Engagements
Anoushka Shankar milite auprès de l'organisme People for the Ethical Treatment of Animals (PETA) pour la défense des animaux. Elle et son père sont apparus dans une annonce de service public contre la maltraitance animale. Elle est également la porte-parole du Programme alimentaire mondial des Nations unies en Inde. Elle a participé à une campagne demandant à l'Inde d'agir après le viol collectif et le meurtre de l'étudiante de 23 ans dans un bus de New Delhi, en décembre 2012.
En 2013, elle témoigne dans une vidéo avoir été abusée sexuellement pendant plusieurs années par un ami de sa famille durant son enfance aux États-Unis.

## Discographie (album studios)

### Compilations
- 2000 : Full Circle: Carnegie Hall 2000
- 2001 : Live at Carnegie Hall
- 2003 : Concert for George
- 2005 : Live in Concert at the Nehru Park, New Delhi
- 2007 : Healing the Divide: A Concert for Peace and Reconciliation

### Sources et bibliographie
- (en) Site officiel
- Notices dans des dictionnaires ou encyclopédies généralistes :   - Britannica
  - Dictionnaire universel des créatrices
- Ressources relatives à la musique :   - AllMusic
  - Discogs
  - Grove Music Online
  - Last.fm
  - MusicBrainz
  - Muziekweb
  - Rate Your Music
  - Songkick
- Ressource relative au spectacle :   - Les Archives du spectacle
- Ressource relative à plusieurs domaines :   - Radio France
- Ressource relative à l'audiovisuel :   - IMDb
- Notices d'autorité :   - VIAF
  - ISNI
  - BnF (données)
  - IdRef
  - LCCN
  - GND
  - Israël
  - NUKAT
  - Norvège
  - Tchéquie
  - Corée du Sud
  - WorldCat
- (en) Anoushka Shankar, Ravi Shankar, Bapi... The Love of My Life, Roli Books, 2002, 142 p.  (ISBN 978-8174362117)